# N118 (België)
De N118 is een gewestweg in België die Geel verbindt met Weelde. De totale lengte van de weg, vanaf Geel tot aan de N12 in Weelde is ongeveer 33 kilometer.

## Plaatsen langs de N118
- Geel
- Retie
- Arendonk
- Eel